# 分目 (市原市)
分目（わんめ）は、千葉県市原市の三和地区にある大字。郵便番号は290-0259。

## 概要
市原市中央部の三和地区西側にある。同市五井地区との境界付近にあたる。北部は養老川沿いの水田地帯の一角をなしていて、南部は主に広葉樹林が広がる丘陵地帯となっている。

## 地理
北は権現堂及び糸久、東から南は新生、西は宮原及び神代と接している。

## 歴史

### 沿革
文禄3年（1594年）の「上総国石高村々覚帳」に分目村の名が見える。江戸時代には分目村と称し、同心給地。先手鉄砲組同心が分目、新生、糸久、権現堂、十五沢、引田の6村を支配した（市原郡の同心給地はこの6村のみ）。明治初年に菊間藩の領地となり、廃藩置県後は菊間県→木更津県→千葉県市原郡分目村。
- 1889年（明治22年）4月1日 - 町村制施行とともに海上村が成立。同村大字分目となる。
- 1956年（昭和31年）3月25日 - 海上村は市原郡三和町に編入され、同町大字分目となる。
- 1963年（昭和38年）5月1日 - 姉崎町・市原町・五井町・三和町・市津町が合併、市制施行し市原市。同市大字分目、同市三和地区の一部になる。

## 世帯数と人口
2022年4月1日現在の世帯数と人口は以下の通りである。
| 町丁字 | 世帯数 | 人口  |
| ------ | ------ | ----- |
| 分目   | 74世帯 | 162人 |

## 通学区域
市立小学校・市立中学校及び県立高等学校の通学区域は以下の通りである。
| 町丁字 | 番地 | 小学校             | 中学校             | 高等学校 |
| ------ | ---- | ------------------ | ------------------ | -------- |
| 分目   | 全域 | 市原市立海上小学校 | 市原市立三和中学校 | 第9学区  |